# Francesco Tempestini
Francesco Tempestini (Roma, 10 agosto 1946) è un politico e giornalista italiano.

## Biografia
Giornalista, dirigente e deputato del PSI per tre legislature consecutive (dal 1983 al 1994). Ha ricoperto il ruolo di Sottosegretario di Stato al Ministero delle poste e delle telecomunicazioni nel Governo Goria, nel Governo De Mita, nel Governo Andreotti VI e nel Governo Andreotti VII (restando in carica dal 1987 al 1992).
Successivamente fa parte della direzione nazionale dei Ds, dove è capo della segreteria politica di Piero Fassino.
Alle elezioni politiche del 2008 viene eletto deputato della XVI Legislatura nella circoscrizione VIII Veneto per il Partito Democratico, di cui è capogruppo in commissione Esteri.
Successivamente fa parte della presidenza dell'associazione LibertàEguale.